# ユリアン・ミンツ
ユリアン・ミンツ（Julian Mintz）は、田中芳樹のSF小説（スペース・オペラ）『銀河英雄伝説』の登場人物。自由惑星同盟側の主要人物で、物語終盤は同盟側の主人公。
作中での呼称は「ユリアン」。

## 概要
同盟側主人公ヤンの被保護者であり、物語中盤以降はその後継者と目される青年。本編開始時まだ16歳の少年ながら多方面で才能を発揮し、正式な軍属となる前からもヤン艦隊の要人たちから一目置かれる。特にヤンを始めとしてシェーンコップ、ポプラン、アッテンボローを師とする。8巻でヤンが死亡すると、その後継者として18歳で革命軍司令官となり、以降、民主共和制を守ろうとする物語における同盟側のトップであり主人公として活躍する。作者の田中芳樹によれば当初の執筆構想では物語前半でヤンを死なせ、後半はユリアンの物語にするつもりだったと言い、ヤンやラインハルトに準じる主要人物である。

## 略歴
宇宙暦782年3月25日生まれ。戦争孤児で、「軍人子女福祉戦時特例法（通称：トラバース法）」によりヤンの被保護者となり、後に彼に憧れ軍人への道を歩む。身長は査問会に召喚されるヤンの出立の準備をする際に問われて173cmだと答えており、フェザーンに潜伏中の17歳を迎えようとする宇宙暦799年の時点で176cmに達し、この段階でヤンに並んでいる。
宇宙暦796年10月にヤンがイゼルローン要塞の指揮官となった際、兵長待遇の軍属として同行し、救国軍事会議によるクーデターで、軍曹待遇、自身は戦闘行為には直接参加しなかったが、初めて実際の戦場を目の当たりにした。その後、帝国軍との遭遇戦という形での初陣でワルキューレ3機、巡航艦1隻を撃沈し曹長待遇に昇進している。第8次イゼルローン攻防戦の後、風邪を引いて寝込んでいたヤンに正式に軍人になる許可を求め、ヤンは渋々許諾した。
宇宙暦798年、駐在武官（少尉）としてフェザーンに行き、帝国軍の侵攻に遭遇。翌宇宙暦799年、護衛のマシュンゴと弁務官のヘンスローを伴ってベリョースカ号でフェザーンを脱出。ハイネセンへの帰途、ベリョースカ号を追跡していた帝国軍駆逐艦を乗っ取り、フィッシャーの分艦隊に合流。その功績で中尉に昇進した。なおフェザーン潜伏中は石黒監督版では冷静に状況を見極めていたように描かれたが、原作・道原かつみによる漫画版では焦燥に駆られてマリネスクに幾度となく"いつ出発できるか?"と尋ね、好意的な彼に窘められる様が見られ、ラインハルトに対しても"生きた災厄"と看做して銃を持っていれば彼の死命を制することが出来たと悔やんだ。
バーラトの和約の後、ベリョースカ号で知り合ったデグスビィ司教の話を確かめるため、マシュンゴやポプランと3人でボリスらの協力を得て親不孝号で地球に向う。潜入中に地球教本部がワーレン艦隊の侵攻を受け、ユリアンはそれに乗じて地球教のデータを入手、オーディンを経てヤン一党が身を寄せていたエル・ファシルに向う。
ヤン・ウェンリーが死亡した時は18歳。ヤンの死後、後継候補者として階級が上の人物は多かったが、その候補たる当事者達の意見により中尉のまま革命軍司令官となる。革命軍司令官代行という立場での初めての任務は、宇宙暦800年6月6日のヤンの葬儀と死の公表。
宇宙暦801年/新帝国暦3年6月1日、シヴァ星域の会戦で自らブリュンヒルトに突入し、ラインハルトと直談判に臨んだ。これにより、惑星ハイネセンを含むバーラト星系を民主主義による自治区とする条件を勝ち取る。この時点における乗艦はユリシーズ。
物語はここで終わるが、物語最後でハイネセンの将来についてユリアンがビジョンをたてている場面があり、「（今後の方針について）アッテンボロー提督といろいろ話しあって予定をたてなきゃ」と発言している。作者はユリアンについて、物語終了後の人生がある程度定まっている人物との趣旨の発言をしている。
最終的にはヤンが目指していた歴史研究家の道を歩み、ヤンの生涯に関する執筆を行っている。物語の語り部である「後世の歴史家」の一人にユリアンの名前があり、設定ではヤンの言行・功績・生涯が詳細に語れるのはユリアンの功績ということになっている。

## 能力
従事するあらゆる分野で才能を表している。学生時代の学力や運動能力はヤンを遥かに凌駕し、イゼルローンに来てからも教官役の者達がその能力を高く評価した。「智略はヤン譲り、空中戦はポプラン譲り、白兵戦はシェーンコップ譲りの腕前を持つ才気あふれる少年」と評され、ヤンのスポークスマンとしての能力も水準以上だったが、ヤンを始め周囲は器用貧乏の見本にならないことを願っていた。どうしても軍人になりたいのならばと適性を見極めようとしたところ、複数の方面に才能を見出したのだった。後にヤンは、ユリアンがラインハルトの元に居たら、いずれ元帥にもなれると評している。これはユリアンの才能を高く評価している一方で、それでもラインハルトを上回るものではない、という意味でもあると作中記されている。ただし、ヤンは自身もラインハルトを上回るとは考えていなかった。実際、ヤンより遥かに若年でありながら、同じ歳の頃のヤンとは比較にならないほど実績をあげており、将来的にヤンすら凌ぐ可能性のある天才的人物と看做した者も多い。
また救国軍事会議によるクーデター終了時の折、最高評議会議長のヨブ・トリューニヒトに将来有望な人間として既に顔と名前を覚えられており、道原版ではそのことに危機感を抱いていた。その後の昇進ではトリューニヒトの便宜があったとされ、同盟上層部の一部からはユリアンはトリューニヒト派の人間であると誤認する人間もいるらしいことをビュコックに知らされた。ユリアンはこれらについて強く否定し、ヤンから引き離されたこともあり不快感を示している。
他方、優れた資質がありながらヤンのために働くことのみを考えヤンを超えようとは考えていなかったことから、独立商人ボリス・コーネフには「謀反気を持つべきだ。独立独歩の第一歩だからな」と評された。また、ヤンの死後は、ヤンの事跡を継ぐことに集中し「ヤン・ウェンリー語録という聖典を抱えた努力型の布教活動家」という印象を周囲からは抱かれていた。先人たるヤンには永遠に及ばないと考えていたらしく、その思考も「ヤン提督ならどうなさっただろう」と自己に問い掛ける形でなされた。「先人に対する嫉妬心がないのは後継者としては得がたい資質だが、進取の気風を忘れて退嬰に進みかねない」とキャゼルヌに心配されたりもしている。
ただ、物語の終盤、カリンに励まされたことがきっかけになり徐々に自分主体の考えを出すようになる。物語の最後では帝国を立憲君主制に移行させ、議会政治を開設する（つまり、帝国をルドルフが暴走を始める以前の最良の状態に戻す）というヤンをも超える政治構想を持つようになり、銀河帝国との和平を自力で実現させ、上記構想をラインハルトに直接進言するほどになった。ただし、地球教絡みでトリューニヒトが旧同盟・新帝国を裏から支配しようと企んだ構想は方向性は異なるものの自身のモノとほぼ同じだったことを知り、慄然としたのだった。
保護者のヤンが極めて家事に疎かったため、引き取られてからヤンがフレデリカと結婚するまでの間は、ユリアンがヤン家の家事一切を担当していた。特に紅茶を入れる腕前は達人級であるが、これは艦ごと吹き飛ばされて戦死した実父のミンツ大尉がヤンを超える紅茶好きであり、息子の淹れた紅茶を飲もうと企んで淹れ方を仕込まれていたためである。
ヤンの死後、18歳でイゼルローン軍の司令官になった時は周囲の多くはその年齢と実績不足を不安視していたが、第2次ランテマリオ会戦ではメックリンガー艦隊の回廊通過に許可を与えて政治的センスを示し、翌年の第11次イゼルローン攻防戦では2艦隊を相手に戦術能力を発揮した。そして、シヴァ星域会戦では、ヤン譲りの奇策と臨機応変さをもって天才ラインハルトの親征に対応し、そして自ら白兵戦で吶喊してラインハルトとの直接対面を果たし、戦闘停止を取り付けた。

## 人柄
本質的には生真面目であり、学習能力に優れていることから、「秀才・優等生」と評されることが多い。ヤン艦隊の面々に感化されて毒舌家としての側面も育ったが、ヤンの死以降は生来の気質とされる生真面目さが強く表れ始めた。それでも毒づくと周囲から真似しないで欲しいと懸念を抱かれた。
敵味方に関係なく優れた人物に対して敬意を払い、敵であるキルヒアイス、ワーレン、ミュラーなどを尊敬していることを示す場面が随所に描かれている。特にミュラーに対しては「銀河帝国に生まれていたら、ミュラーのような軍人になりたいと思ったことだろう」と述べている。
人当たりは良く、フェザーンに向う前の挨拶回りの時にムライから「君には他人を信頼させる何かがある」という評価を得ている。
しかし、尊敬するヤンのことになると感情を剥き出しにすることもあり、バグダッシュがヤンに対し戯れに銃口を向けた際に、かなり強い嫌悪と殺意を呈してバグダッシュとヤンを驚かせた。ヤンに対する情愛の深さは周囲も認めるところであり、ヤンを暗殺するべく潜入したバグダッシュを処断して、どちらの主張が受け入れられるかということも承知してのことではあった。ヤンが暗殺された時に、ヤンを殺した地球教徒を殺してからもマシュンゴに止められるまで斬り続けていた。また、酩酊した兵士にヤンを守りきれずに死なせてしまった責任をなじられた際にはただ苦笑を浮かべるだけだったが、その侮蔑が「暗殺されるなんていう無様な死に方」というかたちでヤンに対して向けられると態度が一転、普段の彼からは想像もつかない程激しい口調で激昂した。
ヤン家に来たばかりの頃は報道と想像でしかヤンを知らず、それまで居場所を見出せずに孤独だった。ヤンに愛情を注がれて暮らしていても「お前なんかいらないよ」と言われることを恐れていたが、ヤンや周囲にそのことを隠していた。藤崎版では頑張らないとまた居場所を失うと、ヤン家に向かう道を歩いていた。不要だと言われたり思われることを怖れて居場所を欲しており、同じように居場所の無い捨て猫を見捨てることが出来ずに河に飛び込んでヤン家を訪ねる約束の3時に遅れてまでも助けた。
石黒監督版では真面目で勉強熱心な性格から、過去の歴史を彼自身が学ぶという形で視聴者にそれを披露するという役割を担っており、イゼルローン要塞からハイネセンを経由してフェザーンへ駐在武官として赴任する航程で銀河連邦がルドルフの手によって銀河帝国へと変貌し、民衆の支持を集めていたルドルフが独裁者として共和主義者をはじめとする敵対勢力を弾圧するも、ルドルフの死後も続いた弾圧の中で流刑囚とされたハイネセンが同志たちと共に脱出に成功し、自由惑星同盟が誕生するに至った件が描かれ、後に地球教の存在を知った上でこれを調べるべく親不孝号で地球へと向かっている最中、人類が地球を荒廃させた戦争の果てに宇宙への進出を始めるものの、次第にそれは地球と植民星との間の対立へと変わり、遂には地球が人類社会の中心から忘れ去られた存在へと転落していく件が描かれている。

## 家族
実の父親は同盟軍の大尉で、ヤンが惑星エル・ファシルから300万人の民間人を脱出させた当時、中佐・統合作戦本部参事官のキャゼルヌの部下だった。原作・石黒監督版では明確にされていなかったが、道原版で明確に描かれている。その時、少佐だったヤンと出会っているが、ファイルをキャゼルヌに届けに来ただけで取り立てて面識を持ってはいない。外伝『螺旋迷宮（スパイラル・ラビリンス）』後に宇宙艦隊勤務になるがユリアンが8歳の時に戦死している。母はユリアンが2歳の時に病死。しかし、藤崎版では6歳の時に病死したことにされた。母に次いで父を失い、その後2年は父方の祖母と2人で暮らしていたが、ミンツ家が自由惑星同盟建国者アーレ・ハイネセンの「長征一万光年（ロンゲスト・マーチ）」に参加した名家だと誇るあまり他を見下すユリアンの祖母は、ユリアンの母親が帝国から亡命した平民の子孫であったことから祖母は名家であるミンツ家の嫁として相応しくないと「息子を奪った女」と蔑み罵倒した。またユリアンも孫とは認識さえされておらず「息子を奪った女の息子」と看做され、母親と一緒の写真は焼き捨てられ父と一緒の写真は何処かに隠されてしまったため、両親を偲びたくても幼い頃の写真は1枚も無い。藤崎版ではロイエンタールの父と同じ「生まれて来るべきではなかった」という言葉をぶつけられ、家に置いてやる代わりに自身の手で焼き捨てるよう祖母に命じられ涙を流しながら写真を焼いた。血の繋がった祖母でなければ、その死に際しては見向きもしなかっただろうと『ユリアンのイゼルローン日記』でユリアン自身が日記に記している。この祖母が死亡した後の2年は福祉施設で暮らしており、12歳の時にトラバース法に基づいたキャゼルヌの計らいでヤンの被保護者となる。つき合いの長さと知り合った順序を言うなら、キャゼルヌとは父の代からの長いつき合いになる。本編はヤン家の被保護者になった2年後からスタートする。石黒監督版・藤崎版では「元帥」とヤンに命名された大きな猫を1匹飼っているが、原作・道原版・ノイエ版ではヤン家にペットはいないという設定になっている。なおこの猫は第2次神々の黄昏作戦の際にシャルロット・フィリス・キャゼルヌに預けられている。
やがてヤンがフレデリカと結婚したため、エル・ファシル革命予備軍以降はこの3人が家族という形態になった。ただし、年齢が近いので母親と息子というより姉弟のような関係である。バーミリオン会戦の時、フレデリカに片想いしていることをキャゼルヌに指摘された時は否定できずにいた。密かにフレデリカに対する恋心が道を見失わせ、ヤンに対する情愛よりも嫉妬が上回って憎悪に発展する契機になるのではとキャゼルヌに危惧されていたが、幸いにも養父に対する情愛は深くて杞憂に終わり失恋を静かに受け入れた。
物語終了までは独身だったが、2歳年下のカリン（カーテローゼ・フォン・クロイツェル）及び7歳年下のシャルロット・フィリス・キャゼルヌという2人の結婚相手の候補がいた。但し、シャルロット・フィリスは父親のキャゼルヌが酒を飲み合う娘婿を欲して勝手に主張していただけである。物語後半ではカリンとの恋愛描写が随所に見られ、本編最終章の落日編でハッキリと告白し恋人同士になったことが記述されている。

## 演じた人物
アニメ
- 佐々木望
- 梶裕貴（銀河英雄伝説 Die Neue These）

朗読・オーディオブック
- 佐々木望

舞台
- 桑代貴明（「銀河英雄伝説 第二章 自由惑星同盟篇」「銀河英雄伝説 撃墜王篇 angel of battlefield」、2012年上演）
- 長江崚行（「銀河英雄伝説 第三章 内乱」、2013年上演～「銀河英雄伝説 第四章 後篇 激突」、2014年上演）
- 小西成弥（「銀河英雄伝説 Die Neue These」、2018年上演）

銀河英雄伝説@TAKARAZUKA
- 伶美うらら（2012年大劇場公演）
- 秋音光（2012年新人公演）
- 花乃まりあ（2013年博多座公演）